# Ha-Jarden
ha-Jarden (hebrejsky: הירדן, doslova Jordán) byl hebrejský psaný deník vycházející v mandátní Palestině od roku 1934.
Za vznikem listu stálo hnutí revizionistického sionismu a jeho předák Vladimír Žabotinský, který sám do listu pravidelně přispíval. Mezi jeho editory byl i Bencijon Netanjahu, otec izraelského premiéra Benjamina Netanjahua. Deník navazoval na předchozí list Chazit ha-am, který byl během krátké doby své existence zakázán mandátními britskými úřady. První číslo deníku ha-Jarden vyšlo 23. dubna 1934, ve vyostřené atmosféře konfrontace mezi revizionisty a levicovými sionisty po vraždě Chajima Arlozorova. Od roku 1938 na ha-Jarden navázal nový revizionistický deník ha-Maškif.